# 穆罕默德·哈桑·沙尔克
穆罕默德·哈桑·沙尔克（1925年7月17日—）是阿富汗政治家，曾任部长会议主席。目前他在最年长在世国家领导人列表排名第4。